# Nam Phong, Phủ Châu
Nam Phong (tiếng Trung: 南丰县, Hán Việt: Nam Phong huyện) là một huyện của địa cấp thị Phủ Châu (抚州市), tỉnh Giang Tây, Cộng hòa Nhân dân Trung Hoa. Huyện này có diện tích 1909,28 km2, dân số năm 2003 là 272.000 người. 

## Hành chính
Huyện Nam Phong được chia ra làm 12 đơn vị hành chính cấp hương, bao gồm 7 trấn và 5 hương. Ngoài ra huyện này còn quản lí 2 đơn vị tương đương cấp hương khác.
- Trấn: Cầm Thành (琴城镇), Thái Hòa (太和镇), Bạch Xá (白舍镇), Thị Sơn (市山镇), Hợp Loan (洽湾镇), Tang Điền (桑田镇), Tử Tiêu (紫霄镇)
- Hương: Tam Khê (三溪乡), Đông Bình (东坪乡), Lai Khê (莱溪乡), Thái Nguyên (太源乡), Phó Phường (傅坊乡)

Đơn vị ngang cấp hương khác
- Khu khai khẩn Trường Hồng (南丰县长红垦殖场)
- Khu công nghiệp huyện Nam Phong (南丰工业园区)